# 贝尼萨尔
贝尼萨尔（法語：Bernissart，法語發音：[bɛʁnisaʁ]）是比利时瓦隆大区埃諾省阿特區的一个市镇，西与法国接壤，通行法语，是比利时法语社群的一部分，人口11,878人（2024年1月1日）。
1878年，數十個禽龍骨骼化石在該地深度達322公尺的煤礦坑底下被發現。被發現的29個骨骼化石中，其中9個骨骼化石展示於比利時皇家自然科學博物館裡；而其中1個骨骼化石則展示在贝尼萨尔博物館裡。